# Paul Vecchiali
Paul Vecchiali (Ajaccio, 28 de abril de 1930-París, 18 de enero de 2023) fue un director, productor, actor y guionista francés.

## Filmografía

### Cine

#### Director

##### Largometrajes
- 1961: Les Petits Drames (film détruit)
- 1965: Les Ruses du diable
- 1972: L'Étrangleur
- 1974: Femmes Femmes
- 1975: Change pas de main
- 1977: La Machine
- 1978: Corps à cœur
- 1980: C'est la vie
- 1983: En haut des marches
- 1983: L'Archipel des amours, séquence Masculins singuliers
- 1984: Trous de mémoire
- 1985: Rosa la rose, fille publique
- 1987: Once More ou Encore
- 1988: Le Café des Jules
- 1994: De sueur et de sang (Wonder Boy)
- 1996: Zone franche
- 1996: L'amour est à réinventer, séquence Les Larmes du sida
- 2003: La marquise est à Bicêtre
- 2004: À vot' bon cœur
- 2005: Bareback ou la Guerre des sens (sorti directement en DVD)
- 2006: Et plus si aff (sorti directement en DVD)
- 2007: … Et tremble d'être heureux (sorti directement en DVD)
- 2008: Humeurs et Rumeurs (sorti directement en DVD)
- 2010: Les Gens d'en-bas
- 2011: Retour à Mayerling
- 2013: Faux Accords
- 2015: Nuits blanches sur la jetée
- 2015: C'est l'amour
- 2016: Le Cancre
- 2017: Les Sept Déserteurs ou la guerre en vrac[2]
- 2018: Train de vies ou les voyages d'Angélique

##### Cortometrajes
- 1962: Les Roses de la vie
- 1964: Le Récit de Rebecca
- 1967: Les Premières Vacances
- 1972: Les Jonquilles
- 1978: Maladie
- 1983: Lettre d'un cinéaste
- 1986: Les Barnufles
- 1989: Avec sentiment
- 1989: Le Leurre
- 1990: Louise ou le Passé humilié
- 1990: Lize ou la Femme-miroir
- 1992: Fugue en sol mineur
- 1994: La Terre aux vivants
- 1995: Les Boulingrin
- 2005: Dis-moi
- 2014: La Cérémonie
- 2014: Just Married
- 2016: Trois mots en passant

#### Productor
Paul Vecchiali produjo sus películas con su compañía Diagonale de 1975 a 1994. Debido a dificultades financieras, la compañía se vendió en 1998, y el cineasta detuvo casi por completo su carrera (un hiato que lo hizo (re) descubrir la década del cine de la década de 1930, que relató en L'Encineclopédie).
Desde 2014, se ha convertido nuevamente en productor con una nueva compañía, Dialectik.

#### Actor
- 1977: La Machine : l'avocat
- 1984: Trous de mémoire : Paul
- 1987:  Encore : l'homme dans le métro
- 2004: À vot' bon cœur : Monsieur Paul
- 2012: Trois, pas un de plus (documentaire) : le narrateur (à propos de la vie de Paul Vecchiali)[3]
- 2014: Faux Accords : l'homme qui a perdu son compagnon
- 2015: C'est l'amour : le père de Jean
- 2016: Le Cancre : Rodolphe, le père de Laurent

#### Otras funciones
- 1965: L'Or du duc de Jacques Baratier - en tant qu'assistant réalisateur
- 1965: Nick Carter et le trèfle rouge de Jean-Paul Savignac - en tant que coscénariste
- 1979: Les Belles Manières de Jean-Claude Guiguet - en tant que monteur

### Televisión
- 1968: Les Animaux malades de la science
- 1969-1971: Réservé aux curieux
- 1973: Prenez garde aux moroses
- 1973 : Albert Camus (documentaire)
- 1982: Cœur de hareng
- 1984: Série noire - épisode : Cœur de hareng
- 1986: À titre posthume
- 1986: Soft qui peut
- 1989: Les Jurés de l'ombre
- 1989: En cas de bonheur
- 1989: Le Front dans les nuages
- 1990: La Tendresse de l'araignée
- 1991: L'Impure
- 199: Vous êtes folle Imogène
- 1992: Sanguine
- 1993: Point d'orgue
- 1996: Imogène contre-espionne
- 1998: Victor Schœlcher, l'abolition